# Paa polunini
Paa polunini és una espècie de granota que viu a la Xina, el Nepal i, possiblement també, a Bhutan i l'Índia.